# 北海道の廃止市町村一覧
北海道の廃止市町村一覧（ほっかいどうのはいししちょうそんいちらん）は、北海道における一級町村制施行（1900年7月1日）後に、市町村合併や他の自治体に統合されることなどにより廃止した市町村（二級以上）の一覧である。単なる名称の変更は対象としない。
- 区町村が「一級町村制」・「町制」・「市制」・「区制」を施行し村・町・市となるケース
  - 「市区町村」以外の表記名を変更しなかった自治体は一覧に含まれない。（例：石狩町 → 石狩市）
  - 町制・市制・区制を施行した際に名称を変更した場合も一覧に含まれない。（例：広島町 → 北広島市）
- 市町村が名称変更した場合は一覧に含まれない。
- 所属郡が変更になった場合は一覧に含まれない。
- 市町村合併で廃止した市町村のケース
  - 編入合併した場合の、存続市町村は廃止に当たらないので一覧に含まれない。
  - 編入合併した場合の、廃止した市町村は一覧に含まれる。
  - 新設合併した場合の、廃止した市町村は一覧に含まれる。
  - 新設合併した場合の、名称が残った市町村も一覧に含まれる。（旧・釧路市 → 新・釧路市）
- 政令指定都市の廃止区は一覧に含まれない。
- 分割や分立をしたケース
  - 分割で廃止した市町村は一覧に含まれる。（例：湧別村 → 上湧別村・下湧別村）
  - 分立で存続した市町村は一覧に含まれない。（例：大正村の一部 → 中札内村・更別村）
- 1943年6月1日の北海道一級町村制・北海道二級町村制廃止までは一級・二級を表記する

| 年                                 | 市（区）の数 | 町の数 | 村の数 | 市町村数 |
| ---------------------------------- | ------------ | ------ | ------ | -------- |
| 1900年7月1日                       | 3            | 10     | 6      | 19       |
| 1920年4月1日                       | 5            | 32     | 182    | 219      |
| 1953年10月1日                      | 16           | 108    | 160    | 284      |
| 1961年6月1日                       | 27           | 127    | 76     | 230      |
| 2000年1月1日                       | 34           | 154    | 24     | 212      |
| 2009年10月5日                      | 35           | 129    | 15     | 179      |
| ※1922年8月1日に6つの区が市制を施行 |              |        |        |          |

## 1900年代
- 留萌郡（旧）留萌村 （二級、1907年4月1日）留萌郡留萌村（一級）新設のため
- 留萌郡三泊村 （二級、1907年4月1日）留萌郡留萌村（一級）新設のため
- 石狩郡（旧）石狩町 （二級、1907年4月1日）石狩郡石狩町（一級）新設のため
- 石狩郡花川村 （二級、1907年4月1日）石狩郡石狩町（一級）新設のため
- 浜益郡（旧）浜益村 （二級、1907年4月1日）浜益郡浜益村（一級）新設のため
- 浜益郡黄金村 （二級、1907年4月1日）浜益郡浜益村（一級）新設のため
- 厚田郡（旧）厚田村 （二級、1907年4月1日）厚田郡厚田村（一級）新設のため
- 厚田郡望来村 （二級、1907年4月1日）厚田郡厚田村（一級）新設のため

## 1910年代
- 紋別郡湧別村 （二級、1910年4月1日）紋別郡上湧別村（二級）・下湧別村（二級）に分割のため
- 浦河郡（旧）浦河町 （二級、1915年4月1日）浦河郡浦河町（一級）新設のため
- 浦河郡杵臼村 （二級、1915年4月1日）浦河郡浦河町（一級）新設のため
- 浦河郡西舎村 （二級、1915年4月1日）浦河郡浦河町（一級）新設のため
- 網走郡（旧）網走町 （二級、1915年4月1日）網走郡網走町（一級）新設のため
- 網走郡能取村 （二級、1915年4月1日）網走郡網走町（一級）新設のため
- 網走郡藻琴村 （二級、1915年4月1日）網走郡網走町（一級）新設のため
- 河西郡上帯広村 （二級、1915年4月1日）河西郡大正村（一級）新設のため
- 河西郡幸震村 （二級、1915年4月1日）河西郡大正村（一級）新設のため
- 河西郡売買村 （二級、1915年4月1日）河西郡大正村（一級）新設のため
- 河西郡伏古村 （二級、1915年4月1日）河西郡帯広町（二級）・芽室村（二級）に分割編入のため

## 1920年代
この10年間道内に廃止市町村なし

## 1930年代
- 寿都郡（旧）寿都町 （一級、1933年10月1日）寿都郡寿都町（一級）新設のため
- 寿都郡政泊村 （二級、1933年10月1日）寿都郡寿都町（一級）新設のため
- 亀田郡湯川町 （一級、1939年4月1日）函館市に編入のため

## 1940年代
- 高島郡高島町 （一級、1940年4月1日）小樽市に編入のため
- 小樽郡朝里村 （二級、1940年9月1日）小樽市に編入のため
- 札幌郡円山町 （一級、1941年4月1日）札幌市に編入のため
- 釧路郡鳥取町 （1949年10月10日）釧路市に編入のため

## 1950年代
- 札幌郡白石村 （1950年7月1日）札幌市に編入のため
- 上川郡士別町 （1954年7月1日）士別市新設のため
- 上川郡上士別村 （1954年7月1日）士別市新設のため
- 上川郡多寄村 （1954年7月1日）士別市新設のため
- 上川郡温根別村 （1954年7月1日）士別市新設のため
- 紋別郡紋別町 （1954年7月1日）紋別市新設のため
- 紋別郡渚滑村 （1954年7月1日）紋別市新設のため
- 紋別郡上渚滑村 （1954年7月1日）紋別市新設のため
- 松前郡（旧）松前町 （1954年7月1日）松前郡松前町新設のため
- 松前郡大沢村 （1954年7月1日）松前郡松前町新設のため
- 松前郡大島村 （1954年7月1日）松前郡松前町新設のため
- 松前郡小島村 （1954年7月1日）松前郡松前町新設のため
- 上川郡（旧）名寄町 （1954年8月1日）上川郡名寄町新設のため
- 中川郡智恵文村 （1954年8月1日）上川郡名寄町新設のため
- 松前郡（旧）福島町 （1955年1月1日）松前郡福島町新設のため
- 松前郡吉岡村 （1955年1月1日）松前郡福島町新設のため
- 釧路郡（旧）釧路村 （1955年1月1日）釧路郡釧路村新設のため
- 釧路郡昆布森村 （1955年1月1日）釧路郡釧路村新設のため
- 寿都郡（旧）寿都町 （1955年1月15日）寿都郡寿都町新設のため
- 寿都郡樽岸村 （1955年1月15日）分割し、寿都郡寿都町・三和村新設のため
- 歌棄郡歌棄村 （1955年1月15日）寿都郡寿都町新設のため
- 磯谷郡磯谷村 （1955年1月15日）寿都郡寿都町新設のため
- 歌棄郡熱郛村 （1955年1月15日）寿都郡三和村新設のため
- 寿都郡黒松内村 （1955年1月15日）寿都郡三和村新設のため
- 宗谷郡宗谷村 （1955年2月1日）稚内市に編入のため
- 檜山郡（旧）江差町 （1955年2月11日）檜山郡江差町新設のため
- 檜山郡泊村 （1955年2月11日）檜山郡江差町新設のため
- 札幌郡琴似町 （1955年3月1日）札幌市に編入のため
- 札幌郡札幌村 （1955年3月1日）札幌市に編入のため
- 札幌郡篠路村 （1955年3月1日）札幌市に編入のため
- 上川郡江丹別村 （1955年4月1日）旭川市に編入のため
- 上川郡神居村 （1955年4月1日）旭川市に編入のため
- 上磯郡茂別村 （1955年4月1日）上磯郡上磯町に編入のため
- 瀬棚郡東瀬棚町 （1955年4月1日）瀬棚郡北檜山町新設のため
- 太櫓郡太櫓村 （1955年4月1日）瀬棚郡北檜山町新設のため
- 岩内郡前田村 （1955年4月1日）岩内郡共和村新設のため
- 岩内郡小沢村 （1955年4月1日）岩内郡共和村新設のため
- 岩内郡発足村 （1955年4月1日）岩内郡共和村新設のため
- 岩内郡（旧）岩内町 （1955年4月1日）岩内郡岩内町新設のため
- 岩内郡島野村 （1955年4月1日）岩内郡岩内町新設のため
- 苫前郡天売村 （1955年4月1日）羽幌町に編入のため
- 足寄郡足寄村 （1955年4月1日）足寄郡足寄町新設のため
- 中川郡西足寄町 （1955年4月1日）足寄郡足寄町新設のため
- 十勝郡大津村 （1955年4月1日）広尾郡大樹町・十勝郡浦幌町・中川郡豊頃村に分割編入のため
- 厚岸郡太田村 （1955年4月1日）厚岸郡厚岸町・川上郡標茶町に分割編入のため
- 久遠郡久遠村 （1955年7月20日）大成村新設のため
- 久遠郡貝取澗村 （1955年7月20日）大成村新設のため
- 利尻郡沓形町 （1956年9月15日）利尻郡利尻町新設のため
- 利尻郡仙法志村 （1956年9月15日）利尻郡利尻町新設のため
- 礼文郡香深村 （1956年9月20日）礼文郡礼文村新設のため
- 礼文郡船泊村 （1956年9月20日）礼文郡礼文村新設のため
- 島牧郡西島牧村 （1956年9月30日）島牧郡島牧村新設のため
- 島牧郡東島牧村 （1956年9月30日）島牧郡島牧村新設のため
- 美国郡美国町 （1956年9月30日）積丹郡積丹町新設のため
- 積丹郡入舸村 （1956年9月30日）積丹郡積丹町新設のため
- 積丹郡余別村 （1956年9月30日）積丹郡積丹町新設のため
- 常呂郡相内村 （1956年9月30日）北見市に編入のため
- 常呂郡（旧）佐呂間町 （1956年9月30日）常呂郡佐呂間町新設のため
- 常呂郡若佐村 （1956年9月30日）常呂郡佐呂間町新設のため
- 空知郡（旧）富良野町 （1956年9月30日）空知郡富良野町新設のため
- 空知郡東山村 （1956年9月30日）空知郡富良野町新設のため
- 浦河郡荻伏村 （1956年9月30日）浦河郡浦河町に編入のため
- 河西郡御影村 （1956年9月30日）上川郡清水町に編入のため
- 留萌郡鬼鹿村 （1956年9月30日）留萌郡小平村に編入のため
- 利尻郡鬼脇村 （1956年9月30日）利尻郡東利尻村新設のため
- 利尻郡鴛泊村 （1956年9月30日）利尻郡東利尻村新設のため
- 茅部郡落部村 （1957年4月1日）山越郡八雲町に編入のため
- 河西郡川西村 （1957年4月1日）帯広市に編入のため
- 河西郡大正村 （1957年4月1日）帯広市に編入のため
- 根室郡根室町 （1957年8月1日）根室市新設のため
- 根室郡和田村 （1957年8月1日）根室市新設のため
- 忍路郡塩谷村 （1958年4月1日）小樽市に編入のため
- 苫前郡焼尻村 （1959年4月1日）苫前郡羽幌町に編入のため
- 花咲郡歯舞村 （1959年4月1日）根室市に編入のため
- 茅部郡尾札部村 （1959年5月1日）茅部郡南茅部村新設のため
- 茅部郡臼尻村 （1959年5月1日）茅部郡南茅部村新設のため

## 1960年代
- 上川郡永山町 （1961年4月1日）旭川市に編入のため
- 札幌郡豊平町 （1961年5月1日）札幌市に編入のため
- 雨竜郡深川町 （1963年5月1日）深川市新設のため
- 雨竜郡一已村 （1963年5月1日）深川市新設のため
- 雨竜郡納内村 （1963年5月1日）深川市新設のため
- 空知郡音江村 （1963年5月1日）深川市新設のため
- 上川郡東旭川町 （1963年8月15日）旭川市に編入のため
- 空知郡富良野町 （1966年5月1日）富良野市新設のため
- 空知郡山部町 （1966年5月1日）富良野市新設のため
- 亀田郡銭亀沢村 （1966年12月1日）函館市に編入のため
- 札幌郡手稲町 （1967年3月1日）札幌市に編入のため
- 上川郡神楽町 （1968年3月1日）旭川市に編入のため

## 1970年代
- 雨竜郡多度志町 （1970年4月1日）深川市に編入のため
- 上川郡東鷹栖町 （1971年3月2日）旭川市に編入のため
- 旧・滝川市 （1971年4月1日）滝川市新設のため
- 空知郡江部乙町 （1971年4月1日）滝川市新設のため
- 亀田市 （1973年12月1日）函館市に編入のため。存続期間は2年1カ月で、日本の市の存続期間としては京都府伏見市の1年11カ月に次ぐ2位の最短記録

## 1980年代
廃止市町村なし

## 1990年代
廃止市町村なし

## 2000年代
- 亀田郡戸井町 （2004年12月1日）函館市に編入のため
- 亀田郡恵山町 （2004年12月1日）函館市に編入のため
- 亀田郡椴法華村 （2004年12月1日）函館市に編入のため
- 茅部郡南茅部町 （2004年12月1日）函館市に編入のため
- 茅部郡（旧）森町 （2005年4月1日）茅部郡森町新設のため
- 茅部郡砂原町 （2005年4月1日）茅部郡森町新設のため
- 久遠郡大成町 （2005年9月1日）久遠郡せたな町新設のため
- 瀬棚郡瀬棚町 （2005年9月1日）久遠郡せたな町新設のため
- 瀬棚郡北檜山町 （2005年9月1日）久遠郡せたな町新設のため
- 旧・士別市（2005年9月1日）士別市新設のため
- 上川郡朝日町 （2005年9月1日）士別市新設のため
- 厚田郡厚田村 （2005年10月1日）石狩市に編入のため
- 浜益郡浜益村 （2005年10月1日）石狩市に編入のため
- 紋別郡（旧）遠軽町 （2005年10月1日）紋別郡遠軽町新設のため
- 紋別郡生田原町 （2005年10月1日）紋別郡遠軽町新設のため
- 紋別郡丸瀬布町 （2005年10月1日）紋別郡遠軽町新設のため
- 紋別郡白滝村 （2005年10月1日）紋別郡遠軽町新設のため
- 山越郡（旧）八雲町 （2005年10月1日）二海郡八雲町新設のため
- 爾志郡熊石町 （2005年10月1日）二海郡八雲町新設のため
- 旧・釧路市（2005年10月11日）釧路市新設のため
- 阿寒郡阿寒町 （2005年10月11日）釧路市新設のため
- 白糠郡音別町 （2005年10月11日）釧路市新設のため
- 上磯郡上磯町 （2006年2月1日）北斗市新設のため
- 亀田郡大野町 （2006年2月1日）北斗市新設のため
- 広尾郡忠類村 （2006年2月6日）中川郡幕別町に編入のため
- 有珠郡大滝村 （2006年3月1日）伊達市に編入のため
- 沙流郡（旧）日高町 （2006年3月1日）沙流郡日高町新設のため
- 沙流郡門別町 （2006年3月1日）沙流郡日高町新設のため
- 常呂郡端野町 （2006年3月5日）北見市新設のため
- 旧・北見市 （2006年3月5日）北見市新設のため
- 常呂郡留辺蘂町 （2006年3月5日）北見市新設のため
- 常呂郡常呂町 （2006年3月5日）北見市新設のため
- 枝幸郡（旧）枝幸町 （2006年3月20日）枝幸郡枝幸町新設のため
- 枝幸郡歌登町 （2006年3月20日）枝幸郡枝幸町新設のため
- 空知郡栗沢町 （2006年3月27日）岩見沢市に編入のため
- 空知郡北村 （2006年3月27日）岩見沢市に編入のため
- 旧・名寄市（2006年3月27日）名寄市新設のため
- 上川郡風連町 （2006年3月27日）名寄市新設のため
- 虻田郡虻田町 （2006年3月27日）虻田郡洞爺湖町新設のため
- 虻田郡洞爺村 （2006年3月27日）虻田郡洞爺湖町新設のため
- 勇払郡鵡川町 （2006年3月27日）勇払郡むかわ町新設のため
- 勇払郡穂別町 （2006年3月27日）勇払郡むかわ町新設のため
- 勇払郡追分町 （2006年3月27日）勇払郡安平町新設のため
- 勇払郡早来町 （2006年3月27日）勇払郡安平町新設のため
- 網走郡女満別町 （2006年3月31日）網走郡大空町新設のため
- 網走郡東藻琴村 （2006年3月31日）網走郡大空町新設のため
- 静内郡静内町 （2006年3月31日）日高郡新ひだか町新設のため
- 三石郡三石町 （2006年3月31日）日高郡新ひだか町新設のため
- 紋別郡上湧別町 （2009年10月5日）紋別郡湧別町新設のため
- 旧・紋別郡湧別町 （2009年10月5日）紋別郡湧別町新設のため

## 2010年代
廃止市町村なし